# 內米林齊 (別爾季切夫區)
49°37′23″N 29°3′15″E / 49.62306°N 29.05417°E
內米林齊（羅馬化：Nemyryntsi）是烏克蘭北部日托米爾州別爾季切夫區魯任市鎮的村莊。該村始建於1556年，面積3.03平方公里，海拔高度251米，2001年人口772，人口密度每平方公里255.12人。